# Vent libre
Pour plus de détails, voir Fiche technique et Distribution.
Vent libre (Вольный ветер, Volnyy veter) est un film soviétique réalisé par Leonid Trauberg et Andreï Toutychkine, sorti en 1961,.

## Fiche technique
- Photographie : Arkadi Kaltsatyï
- Musique : Isaak Dounaievski
- Décors : Abram Freïdin

## Distribution
- Lionella Pyrieva : Stella
- Nadejda Roumiantseva :Pepitta
- Alexandre Lazarev : Iango
- Nikolaï Gritsenko : Georg Stan
- Mikhaïl Yanchine : Ambrosio, maire
- Piotr Repnine : commissaire de police
- Sergueï Martinson : aubergiste